# Диплазиум
Дипла́зиум, или Орлячо́к (лат. Diplázium) — род папоротников семейства Кочедыжниковые (Athyriaceae) порядка Многоножковые (Polypodiales).

## Виды
По информации базы данных The Plant List (на июль 2016) род включает 211 видов.
- Diplazium sibiricum (Turcz. ex Kunze) Sa. Kurata — Диплазиум сибирский